# Gianni Viazzi
Gianni Viazzi (Alessandria, 7 ottobre 1937) è un educatore e pedagogista italiano.
Ricercatore e articolista, esperto di relazioni umane sia nelle relazioni industriali che nel counseling, divulgatore del modello di relazione di aiuto formulato dallo psicologo salesiano Luciano Cian.

## Biografia
Ha studiato al Liceo classico Colombo di Genova e al Social College di Fermo. Vive a Genova. Si è diplomato all'Istituto Superiore di Scienze sociali avendo come professori Antonio Miotto e Gianni Tamburri.
Per 15 anni ha svolto attività di relazioni industriali con incarichi attinenti a contratti aziendali nazionali.
Formatosi alla relazione di aiuto sotto la guida dello psicologo Luciano Cian si è dedicato al counseling quale operatore del COSPES di Genova-Sampierdarena.
Alla morte del professor Luciano Cian (1993), ha proseguito nell'attività di counseling diffondendo il metodo Cammino verso la maturità e l'armonia formulato e introdotto nel 1971 dallo stesso Cian per l'accompagnamento personale di quanti, pur non soffrendo di una vera e propria patologia, vivono una situazione di disagio esistenziale o relazionale.
Il modello psicopedagogico che sta alla base di questi percorsi è un modello integrato che fa riferimento alla psicologia umanistica di Abraham H. Maslow e alla Terapia non direttiva di Carl Rogers, ma ne critica l'individualismo, la considerazione dei bisogni della persona come assoluto, puntando sull'aiuto al cliente per la scoperta dei valori. Il valore è qualcosa che trascende la persona, è una unità di misura con cui essa giudica se qualcosa è degna dell'uomo o non lo è. L'obiettivo del percorso è quindi l'autorealizzazione nell'autotrascendimento.

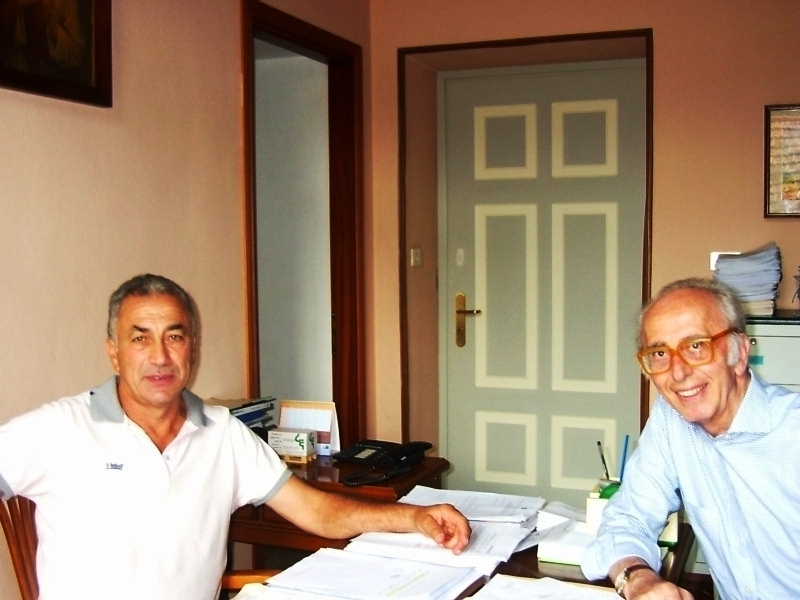
Viazzi (a destra) con il sindaco di Spigno Monferrato, di cui è cittadino onorario

Nella pratica di counseling Gianni Viazzi mostra una forte sintonia con Rollo May (1904-1994), padre della psicologia esistenzialista americana e primo estensore - agli inizi degli anni trenta - di un libro sul counseling (cfr. Psicologia esistenziale e L'arte del counseling), autore animato da un forte sentimento religioso secondo il quale qualsiasi quadro della personalità che trascuri l'aspetto della tensione spirituale è incompleto.
Viazzi ha ulteriormente proseguito negli studi diplomandosi al Pontificio Istituto di spiritualità Teresianum di Roma, onde prestare meglio attenzione alla componente spirituale delle persone, e laureandosi in Scienze religiose.
Collabora ai Centro di Informazione e Consulenza dei licei genovesi ed al Consultorio familiare CIF di Genova.

## Opere

### Saggi
- Le human relations in Italia, ESS, Genova 1971
- André Rochais e Luciano Cian, due psicopedagogisti a confronto, La Notizia, Alessandria 1989
- Il modello CMA Cammino verso la maturità e l'armonia. Presentazione e schede tratte dai trainings tematici di Luciano Cian, LTP, Ovada 1993.

### Articoli
- Il counseling spirituale, in Settimanale cattolico 22/6/2003
- Don Luciano Cian. Ricordo a dieci anni dalla scomparsa, in Settimanale cattolico 13/7/2003
- Una anticipazione del counseling nella Genova anni '70, in il Counselor giugno 2005.